# La Griffi
La Griffi fou una fàbrica de ciments de Vilanova i la Geltrú, promoguda per l'empresa Materiales hidráulicos Griffi, S.A..

## Inauguració
El 1925 s'inaugura la fàbrica de ciment del Griffi, sota la raó social de Materiales Hidráulicos Griffi S.A.. Francesc Puig Figueres n'era el conseller delegat. La fàbrica estava situada a la carretera de Canyelles, a tocar de l'antiga masia la Torre de l'Onclet.

## Origen del nom
El ciment hidràulic és un tipus de ciment considerat modern (va aparèixer al voltant de la revolució industrial) que engloba qualsevol tipus de ciment que s'endureix en combinar-se amb aigua. La majoria de ciments utilitzats en l'actualitat són de tipus hidràulic: d'aquí "Materials hidràulics".
Aportació Vicenç Carbonell: «Grifa és una forma antiga del nom propi Guifre, d'origen germànic. A Ribes existia la “coma del Grifa” (AHV, núm. 127, fol. 5, 1588; ONOM. IV, 398). Grifa o Grifi són antropònims, és a dir: noms de lloc de procedència de persona (V. C. V. Talaia, jul. 1972).»
El nom usual de grifi per a designar tota mena de ciment blanc, procedeix del de la fàbrica vilanovina de ciment Griffi, modificació del nom de Grifi, que era el d'un fondo vilanoví a tocar de la masia del fabricant.

## La idea del fundador
CARBONELL ROVIRA L'humor 19: «...un jove de talent emprenedor, va llançar la idea de construir una fàbrica de ciment blanc, i no foren escassos els capitals vilanovins que van posar-se al seu costat. Aquella idea és avui la gran realitat de la indústria del ciment Griffi, que honora Vilanova i és admiració dels forasters.»; 157: «... ens ensenyà una fàbrica de ciment en miniatura, i ens digué que del fons del griffi en faria ciment blanc, nosaltres vam creure que... el seu fracàs era inevitable... degut a què crèiem que el blanc desitjat, s'enfosquiria com tots els ciments que coneixem... Els resultats tècnics foren esplèndids, i el ciment eixí tan blanc com ell en deia...»

## Vaga de nou mesos al 1930
El dia 20 d'agost de 1930 els treballadors de la fàbrica de ciment Griffi, S.A. de Vilanova i la Geltrú es declararen en vaga, perquè es van trencar les negociacions per establir unes noves bases de treball. El consell d'administració del Griffi, encapçalat per Francesc Puig Figueras, respongué amb la contractació d'esquirols forans, cosa que provocà forts enfrontament i baralles entre els dos col·lectius. La guàrdia civil havia d'escortar el camions que sortien de la fàbrica perquè eren atacats pels treballadors en vaga. L'enfrontament d'un nombrós grup de dones (que barrava el pas dels camions) amb la guàrdia civil, desembocà en una aturada general de la ciutat el dia 12 de setembre. El Comitè de Vaga envià una delegació a l'Ajuntament exigint, entre altres coses, la "expulsión de los pistoleros del Sindicato Libre que, después de actuar como reclutadores de esquiroles en Barcelona, están al servicio de la casa Griffi". La vaga, amb el suport solidari dels treballadors d'altres empreses i de bona part de la vila, va durar fins al 22 d'abril de 1931, quan, després de la dimissió de Francesc Puig Figueras, un nou consell d'administració presidit pel sitgetà Pere Montané, va acomiadar els pistolers del Lliure i els esquirols; firmant-se un nou conveni amb les bases presentades nou mesos abans. Per part dels treballadors van signar l'acord: Joan Arans i Nin, Diego Delgado i Carrizo, Joan Fortuny i Nicolau i Joan Recasens i Farré. Sobre el desenllaç de la vaga en Joan Arans escrigué (Estela, 24-04-31): El final que ha tingut la vaga ens permet anar amb el cap aixecat, però l'ètica no ens permet abusar del triomf. L'ús d'un triomf pot rebentar el triomf mateix. Un triomf mal interpretat és sinònim d'una derrota propera.

## Nom, ubicació i orígens del barri del Tacó[5]
El conflicte laboral a la fàbrica de ciment Griffi va portar a una vaga l'estiu del 1930. Els amos, però, van decidir contractar altres empleats forans (els anomenats esquirols) perquè la producció no s'aturés. Molts d'aquests treballadors provenien de Múrcia.
La impossibilitat que Vilanova i la Geltrú generès habitatges per a unes onades continuades i intenses de persones immigrants és un dels factors en el qual se sosté la creació d'un nou nucli que es va comencar a configurar a l'anomenada pujada del Tacó, a finals de la dècada dels quaranta, entre el cementiri i la, llavors, llunyana fàbrica Griffi. L'antiga masia del Tacó va donar nom al barri, que va néixer al camí de pujada a la sínia, una de les que abastia d'hortalisses el mercat de Vilanova i la Geltrú, corn ho feien en aquell temps La Piera, el Llimonet, la masia Torrents o la masia del Carro. Precisament, el topònim de Tacó el dona el renom amb el qual es coneixia la familia Urgellès, pels voltants del 1739, com recull el llibre "Els carrers de Vilanova i la Geltrú": L'expansió del segle XX (Vicenc Carbonell, Alfred Castells, Josep Sabater. Any 1991). La familia Tacó era propietària de terres de conreu que hi havia a la partida de la Torre del Mestre, coneguda ara com la torre de l'Onclet i veïna de la de Crespellins, que és on físicament es va aixecar el barri, i es va configurar inicialment a l'entorn del carrer de la Fuensanta, i va quedar delimitada en aquella època per la carretera de Vilafranca, el cementiri, la fàbrica de ciment Griffi i la carretera de Sant Pere de Ribes.
Així, a finals de la dècada dels 40, a partir d'una operació especulativa de parcel·lació illegal d'una finca rústica, es va comencar a vendre sòl per construir habitatges, a terminis, amb un procés i una dinamica típicament suburbial, pròpia de l'època i comuna a totes les ciutats que van rebre una migració massiva en aquells anys i els posteriors.
La construcció del barri va ser molt ràpida fruit de la urgència i de la necessitat. Els primers assentaments van aparèixer sobre una parcel·lació situada a ambdós costats del carrer de la Fuensanta i de la carretera de Vilafranca, mės a prop de la cimentera. Les primeres persones que van poblar el nou nucli ho van fer en unes condicions molt precàries. Barraques fetes amb planxes de ferro i d'uralita, fustes i runes, com recorden encara alguns veïns, van servir a les primeres famílies d'improvisades residències.
Per a les primeres construccions s'empraren adobs amb fang que assecaven al sol. Portaven l'aigua per a l'obra amb carros, a peu, amb cubells al cap, des de la sínia del Llimonet, a la qual s'accedia per una gran porta situada a l'actual carrer de les Casernes, entre el carrer del Llimonet i el Raval de Santa Magdalena.
La carretera de Vilafranca, arbrada amb uns plàtans, n'era l'itinerari. El barraquisme va existir en aquells inicis, i va evolucionar ben aviat cap a construccions humils, però més dignes.
Segons les cròniques i els informes municipals, el barri es va organitzar ràpidament fent un traçat mės o menys ordenat dels carrers i de les construccions. En poc més de tres anys, va canviar la seva fesomia perquè va tirar a terra la majoria de barraques i va començar a construir les primeres cases d'obra, de planta baixa, senzilles però dignes, com a primera evolució tipològica que superava les barraques inicials i els "patis d'habitacions". Aquestes construccions van començar a eixamplar el nucli, tot i que el camí cap a la legalització i la urbanització va ser llarg.
Així ho relaten les cròniques de l'època: "Cierto dia -y de eso no hace muchos años- un señor de Sitges, compró a otro de Villanueva el terreno donde estå enclavada la Murcia chica y dividiendolo en patios, lo cedió a plazos. Los principios fueron amargos y se hizo bastante mal. Las chozas y barracas aparecieron. Era la anarquía, esa fecunda anarquía, tantas veces madre de nuestras obras. Sin dar tiempo a que nadie se enterase, surgieron las chozas de barro. Cuando el Municipio quiso intervenir, era ya tarde. Se habia creado una situación de hecho consumado, que hacía difícil cualquier medida draconiana. Sin embargo, aquella situación era insostenible, tanto para los propietarios de las barracas como para la autoridad competente. Con justo criterio, terminó por aceptarse la realidad, pero a condición de convertirla en hecho legal, provisto de las mínimas condiciones para merecer ese nombre", (Jose M. Freixa, 'Murcia Chica', publicat al Diario de Villanueva del 27 de febrer de 1954).

## Propietaris
La Griffi va passar per diverses mans, des de Griffi fins a Valenciana de Cementos i Cemex.

## Tancament
La cimentera Cemex va aturar l'abril del 2009 l'activitat productiva a Vilanova i la Geltrú. La parada del forn és definitiva, segons l'empresa, però de moment es mantindrà actiu el molí de clínquer per preparar per a la comercialització el ciment que es va fabricar fins fa dos dies a les mateixes instal·lacions. La planta, situada al polígon Masia Barreres, acabarà de fer les tasques de molta (durant el mes de maig) i després es dedicarà en exclusiva a la distribució i expedició del ciment de la companyia. És previst que aquesta feina sigui executada per cinc operaris i un comercial, així que la resta de la plantilla ja ha negociat amb la direcció de la planta la seva recol·locació en altres plantes de la multinacional mexicana i el cobrament d'incentius econòmics per deixar la feina o prejubilar-se.
La fàbrica de Cemex tenia una capacitat de producció de 83.000 tones de clínquer blanc i donava feina a una cinquantena de treballadors. La multinacional cimentera va prendre la decisió de tancar el forn de Vilanova al mes de gener al·legant «la difícil situació econòmica general, que s'ha traduït en una forta caiguda del mercat del ciment, així com les importants inversions que havia de dur a terme per continuar operant sota les condicions mediambientals que s'han imposat a la fàbrica». I és que la planta havia d'invertir en la millora de les instal·lacions, per adequar-se als requisits mediambientals, i havia de fer front a les despeses d'urbanització del polígon industrial on està situada.
Cemex va assegurar que va intentar poder continuar l'activitat, però «la incerta evolució de l'economia» els ha empès a prendre aquesta decisió
El juny del 2013 es va desmantellar la xemeneia. L'enderroc definitiu es va fer el setembre del 2018.

## Personalitats
- Albert Virella i Bloda (historiador català i tècnic químic de la Griffi)

## Curiositats
1. Al poble de Banyeres (Baix Penedès) existeix el Carrer del Grifi (“perquè hi passaven els camions carregats de ciment”)
2. Als anys 80 van atracar la Griffi. Segons es va comentar, van entrar uns emmascarats amb una furgoneta amb pistoles i fusils. Com que a l'empresa no van aconseguir treure res, van robar als operaris. El botí va ser una miseria.